# Vlinderstelling

Vlinderstelling

De vlinderstelling is een stelling uit de euclidische meetkunde. 
De stelling luidt:
Laat {\displaystyle M} het midden zijn van een koorde {\displaystyle PQ} van een cirkel en {\displaystyle AB} en {\displaystyle CD} twee andere koorden door {\displaystyle M}. Noem {\displaystyle X} het snijpunt van {\displaystyle AD} en {\displaystyle PQ} en {\displaystyle Y} het snijpunt van {\displaystyle BC} en {\displaystyle PQ}. Dan is {\displaystyle M} het midden van {\displaystyle XY}.
De stelling is vanwege de vorm van de figuur naar de vlinders genoemd. De Schotse wiskundige William Wallace heeft de stelling in 1803 beschreven, maar gaf er nog geen bewijs voor. De eerste verschillende bewijzen werden in 1804 gepubliceerd. 